# Јагњеница (Радече)
Јагњеница (словен. Jagnjenica, је насељено место у словеначкој општини Радече у покрајини Долењска која припада Посавској регији. До јануара 2014. припадало је Савињској регији.
Налази се на надморској висини 352,9 м, површине 4,44 км². Приликом пописа становништва 2011. године насеље је имало 334 становника. 
Локална црква је посвећена Светој Маргарети (словен. Sveta Marjeta) и припада парохији Свибно. Саграђена је 1900. године на месту раније цркве, која се помиње у писаним документима у 16. веку. Делови звоника су из 18. века. Клупе у цркви су из 17, а остала опрема из 18. века